# Chironomus borokensis
Chironomus borokensis är en tvåvingeart som beskrevs av Kerkis, Filippova och Shobanov 1988. Chironomus borokensis ingår i släktet Chironomus och familjen fjädermyggor. Det är osäkert om arten förekommer i Sverige. Inga underarter finns listade i Catalogue of Life.